# Emma Smith DeVoe
Emma Smith DeVoe, née le 22 août 1848 à Roseville dans l'État de l'Illinois et morte le 3 septembre 1927 à Tacoma dans l'État de Washington, est une suffragette américaine et une membre active du Parti républicain, elle est très impliquée au sein de la National American Woman Suffrage Association (NAWSA). Elle développe l'implantation de la NAWSA dans le territoire du Dakota, l'Iowa, l'Oregon et l'État de Washington.  En 1906 elle est élue présidente de la Washington Equal Suffrage Association (WESA). Ses contributions ont participé à l’adoption du droit de vote des femmes par l'État de Washington en 1910. Figure majeure du droit des femmes de l'Ouest des États-Unis, ses actions décisives en la matière l'ont faite surnommer par le News Tribune (en) de Tacoma : la « Mère du vote des femmes ».

## Biographie

### Jeunesse et formation
Emma Smith naît en 1848, la même année que la première Convention sur les droits des femmes qui s'est tenue sur le sol des États-Unis, convention connue également sous le nom de Convention de Seneca Falls. Elle est la fille de  B.W. Smith et de Delia Dolan Smith. Enfant, à ses 8 ans elle est enthousiasmée par un discours de Susan B. Antony, quand cette dernière demande à fin de sa conférence qui est prêt à soutenir la cause du vote des femmes, Emma Smith est la première à se lever pour montrer son adhésion. Elle grandit en développant des talents de musicienne, tant et si bien qu'à ses 19 ans elle intègre le corps professoral  du département de musique de l'Eureka College (en) à Eureka dans l'Illinois.  Après son mariage, en 1880,  avec le musicien John Henri Devoe, le couple part s'installer à Huron dans ce qui est encore le territoire du Dakota .Emma et son époux sont des membres éminents de la Première église baptiste d'Amérique et participeront à la construction de l'église baptiste de Huron. En 1883, le couple s'installe dans le Comté de Faulk (dans l'actuel Dakota du Sud), où ils fonderont un village puis ils retournent à Huron au bout d'un an. Là, elle anime la vie musicale et littéraire et s'implique dans la section locale de la Woman's Relief Corps (en) (organisation d’auxiliaire féminine de l'armée de l'Union),,,.

### Carrière

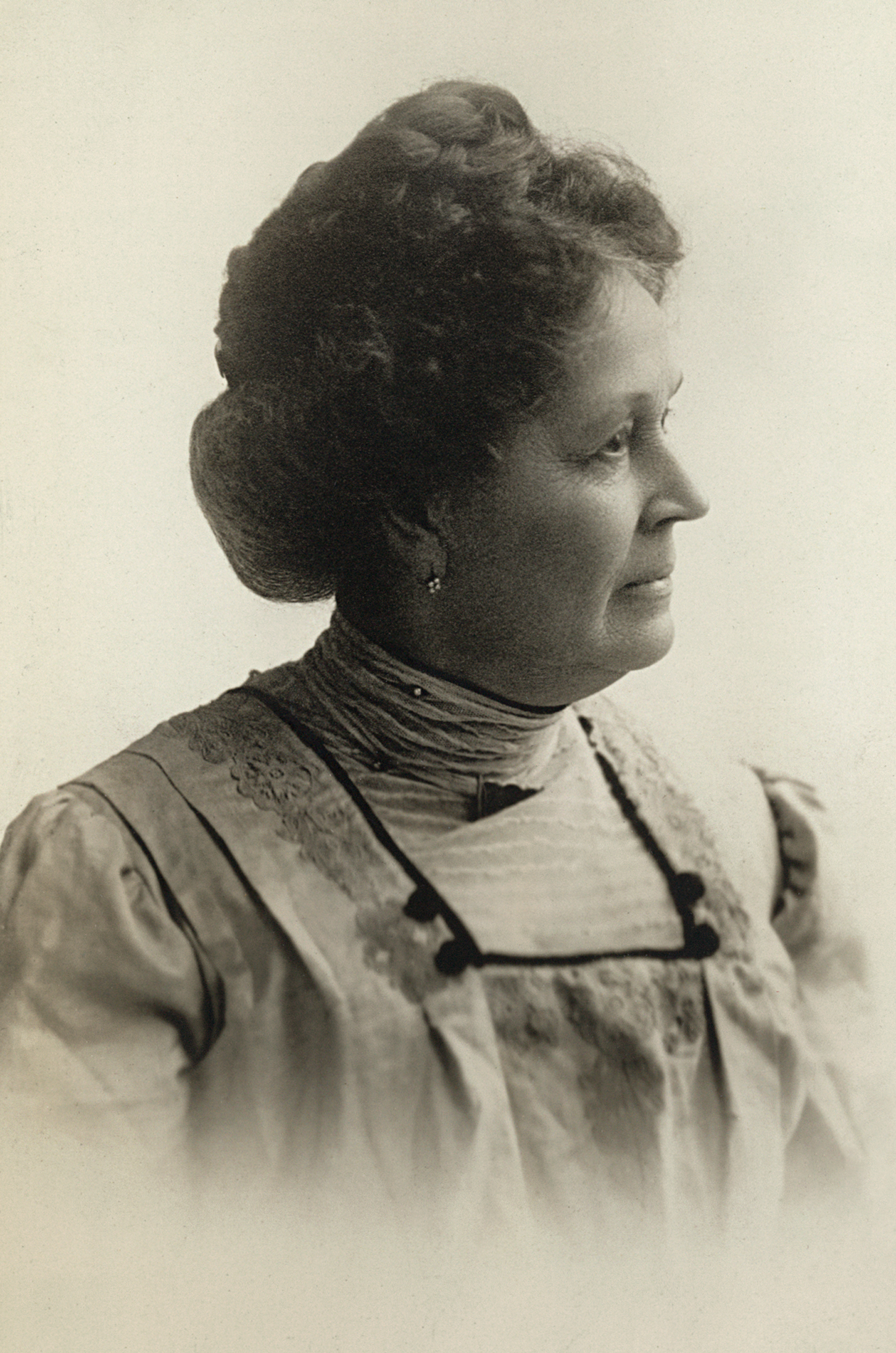
Emma Smith DeVoe

#### Création de la South Dakota Equal Suffrage Association
En 1889, Emma Smith DeVoe commence sa carrière de militante au sein de la section du Dakota du Sud de la Woman's Christian Temperance Union (WCTU), puis l'année d'après en 1890, rejoint la campagne pour l'obtention du droit de vote des femmes dans le Dakota du Sud. Le 21 octobre 1889, elle propose la création de la South Dakota Equal Suffrage Association (SDESA), proposition soutenue par son mari,,. Jusqu'aux élections législatives de l'État de 1890, Emma Smith DeVoe va multiplier les conférences dans les différents comtés du Dakota du Sud, soit pour consolider les associations de suffragettes, soit pour en créer. Dans la foulée, elle forme différentes recrues pour qu'elles prennent son relais. Son style oral plutôt que d'user d'un ton agressif envers les hommes professant des stéréotypes machistes, manie l'humour, qui selon elle, est la meilleure pioche pour fracasser les crânes durs. Si certains ou certaines lui ont reproché son style « doux », elle leur répond que c'est une question de stratégie, de diplomatie pour éviter de durcir des oppositions, de s'aliéner des supports éventuels. Elle remercie son époux qui la soutient et soutiendra de façon indéfectible pendant toutes ses campagnes. Lorsqu'en 1890, Susan B. Antony se rend dans le Dakota du Sud  pour la seconde fois, elle établit le siège de la section du Dakota du Sud de la National Woman Suffrage Association (NAWSA), c'est dans les locaux de la SDESA où vivent Emma et John Henri Devoe. Le 17 septembre 1890, elle organise un défilé de suffragettes à la foire annuelle Aberdeen, à la fin de la parade, elle un tient meeting devant plus d'un millier de personnes.  Bien la nouvelle législature de novembre 1890 refuse le droit de vote des femmes, Emma Smith DeVoe continue son combat et elle chargée de l'organisation et du développement de la SDESA,.   

#### La campagne dans l'Idaho
En 1893, elle est appelée par la WCTU de l'Idaho pour mener une campagne pour le droit de vote des femmes. Malgré un premier échec, le mouvement continue et Carrie Chapman Catt l'embauche pour implanter une section de la NAWSA dans l'Idaho contre l'avis de la suffragette Abigail Scott Dunaway qui préfère une association indépendante de l'Idaho. Les apparitions publiques d'Emma Smith DeVoe brise les préjugés envers les suffragettes, par ses tenues élégantes, la douceur de sa voix, la modération de ses propos et son humour. Lors de ses conférences, elle joint le pacifisme au droit de vote des femmes, en disant que le vote des femmes participera à la paix dans le monde en contrebalançant l'agressivité des hommes. À la fin de ses conférences des auditeurs non seulement l'applaudissent vivement mais en plus s'organisent pour  créer des sections locales de la NAWSA. Au total, grâce à elle, 860 personnes deviennent membres de la NAWSA répartis dans 25 sections. Même Abigail Scott Dunaway va la rallier.       

#### La campagne dans l'Oregon
Dans  la foulée, Anna Howard Shaw, présidente nationale de la NAWSA, l'invite à Astoria et Seaside dans l'Oregon, pour qu'elle propose un projet de campagne pour rallier les voies des immigrants au droit de vote des femmes. Emma Smith DeVoe commence ses interventions à Astoria et Seaside, où son style est apprécié. Devant ce succès, Anna Howard Shaw lui demande de se rendre à The Dalles (Oregon) pour animer la campagne du droit de vote des femmes en vue des prochaines élections, car face à l'indifférence de bien des femmes et le climat général du refus du droit de vote, elle ne voyait qu'Emma Smith DeVoe capable de faire bouger les choses. En dépit de l'échec des élections, Emma Smith DeVoe va continuer le combat dans l'État de Washington où elle s'est installée pour le climat bénéfique pour la santé de son mari qui s'est dégradée,.        

#### La campagne dans l'État de Washington
En 1898, la Washington Equal Suffrage Association (WESA) après ses échecs de campagne pour obtenir le droit de vote des femmes dans l'État de Washington est exsangue, aussi fait-elle appel à Emma Smith Devoe pour redresser la WESA, car elle est connue pour ses talents d'oratrices et de mobilisation des femmes. Dès son arrivée, elle commence à contacter une par une les suffragettes pour leur remonter le moral et les impliquer dans une convention de la WESA qui se tiendrait à Seattle en novembre 1906. C'est lors de cette convention qu'elle est élue présidente de la WESA. À chaque convention annuelle de la WESA, l'assemblée reconduit le mandat de présidente d'Emma Smith Devoe. En 1909, la WESA compte 2 000 cotisants et est soutenue par des milliers de personnes, hommes comme femmes. La WESA estime qu'elle est prête pour faire passer un amendement en faveur du droit de vote des femmes pour les prochaines élections de la législature de l'État de Washington du 8 novembre 1910 et confie l'organisation et la direction de la campagne à Emma Smith Devoe. Elle contacte divers politiciens dont le sénateur de Seattle, George U. Piper qui lui présente son réseau. Le travail de lobbying Emma Smith Devoe va payer : l'amendement accordant le droit des femmes est présenté à la chambre basse le 29 janvier 1911 où il est adopté avec une majorité de 70 oui contre 18 non , puis il est présenté au sénat le 23 février 1911 où il est adopté par 30 oui contre 9 non, le gouverneur Marion E. Hay (en) promulgue l'amendement le 25 février 1911,,.

#### La création du National Council of Women Voters
En janvier 1911, Emma Smith DeVoe fonde une nouvelle organisation, le National Council of Women Voters (NCWV), précurseur de la League of Women Voters. Le NCWV est composé de femmes nommées par les gouverneurs des cinq États de l'Ouest (Californie, Oregon, Washington, Idaho, Nevada).  NCWV s'est créé à Tacoma en même temps que la réunion finale de la WESA. Son objectif est d'aider les femmes émancipées par le droit de vote à s'inséere dans la société en occupant rôles socialement valorisés et en faisant pressions auprès des élus pour conforter et améliorer leur nouvelle situation.  
Au cours des années suivantes, en tant que présidente du NCWV, Emma Smith DeVoe tient de multiples conférences État par État pour que soit déposé au Congrès un amendement pour accorder le droit de vote des femmes sur l'ensemble du territoire des États-Unis. Son poids dans l’opinion est tel que de nombreux élus la rencontrent pour obtenir son soutien en échange de leur coopération pour la cause des suffragettes.
Lorsque le Dix-neuvième amendement de la Constitution est adopté par le Congrès en juin 1919, elle va déployer toute son influence et son art de la diplomatie pour faire pression sur les gouverneurs pour que soit atteint le quorum de 36 États pour que l'amendement puisse être promulgué, ce qui sera fait le 26 août 1920 après sa ratification par le Tennessee,.

#### Les dernières années
Se sentant désormais libre de s'aligner publiquement sur un parti politique, Emma Smith DeVoe s'engage dans le Parti républicain. Elle soutient la réélection de Louis F. Hart (en) au poste de gouverneur de l'État de Washington puis elle est nommée vice-présidente du Parti républicain de l'État de Washington. Lors de l'élection présidentielle de 1924, elle mène campagne pour le candidat républicain, Calvin Coolidge.  

### Vie privée
En 1880, Emma Smith épouse un musicien John Henri Devoe.
En 1927, elle est emportée par un cancer de la vessie.

## Prix et distinctions
- 2000 : cérémonie d'admission au National Women's Hall of Fame[11],[4].

### Essais
- (en-US) Ida Husted Harper, The History of Woman Suffrage, Volume VI (réimpr. 2012 aux éditions Nabu Press) (1re éd. 1902, aux éditions de la National American Woman Suffrage Association), 899 p. (OCLC 840823688, lire en ligne), p. 673-686. ,
- (en-US) Karen J. Blair, Women in Pacific Northwest History, University of Washington Press, 1 octobre 1988, rééd. 1 août 2001, 261 p. (ISBN 9780295980461, lire en ligne), p. 5-6, 28-33, 234,
- (en-US) Rebecca J. Mead, How the Vote Was Won: Woman Suffrage in the Western United States, 1868-1914, New York University Press, 1 février 2004, rééd. 1 janvier 2006, 272 p. (ISBN 9780814757222, lire en ligne), p. 66-69, 93-94, 107-113, 117-118, 153-159.
- (en-US) Shanna Stevenson, Women's Votes, Women's Voices: The Campaign for Equal Rights In Washington, Washington State University Press, 1er septembre 2009, 114 p. (ISBN 9780917048746),
- (en-US) Jennifer M. Ross-Nazzal, Winning the West for Women: The Life of Suffragist Emma Smith DeVoe, University of Washington Press, 9 mars 2011, 256 p. (ISBN 9780295990866),

### Articles
- (en-US) T. A. Larson, « The Woman Suffrage Movement in Washington », The Pacific Northwest Quarterly, Vol. 67, No. 2,‎ avril 1976, p. 49-62 (14 pages) (lire en ligne). ,
- (en-US) Jennifer Ross-Nazzal, « Emma Smith DeVoe: Practicing Pragmatic Politics in the Pacific Northwest », The Pacific Northwest Quarterly, Vol. 96, No. 2,‎ printemps 2005, p. 76-84 (9 pages) (lire en ligne). ,